# 若林和弘
若林和弘（1964年12月20日—），日本動畫的音響監督。出身於東京都，本名為林和弘。

## 作品

### 電視動畫
1989年
- 亂馬½（錄音演出補）

1992年
- 百變小姬子
- スーパーヅガン

1994年
- 碧奇魂

1995年
- 鬼神童子ZENKI（錄音演出）

1997年
- 尼克斯特戰記EHRGEIZ
- 科學情人

1998年
- 無休戰將
- 南海奇皇
- 夢幻拉拉

2002年
- 攻殼機動隊 STAND ALONE COMPLEX

2003年
- 狼雨

2004年
- 攻壳机动队 S.A.C. 2nd GIG
- 庫拉烏-幻之記憶
- 御伽草子
- 風人物語

2005年
- 人機系列
- 交响诗篇

2006年
- 櫻蘭高校男公關部
- xxxHOLiC
- 藍色計劃 地球SOS
- 攻壳机动队_S.A.C. Solid State Society

2007年
- 精靈守護者
- DARKER THAN BLACK -黑之契約者-

2008年
- 真實之淚 true tears
- SOUL EATER
- xxxHOLiC◆繼
- 藥師寺涼子怪奇事件簿

2009年
- DARKER THAN BLACK -流星之雙子-
- 東之伊甸

2010年
- 侵略！花枝娘
- STAR DRIVER 閃亮的塔科特

2011年
- 青之驅魔師
- 白兔糖
- 召喚惡魔

2012年
- ROBOTICS;NOTES機器人筆記/機械學報告
- 交響詩篇AO
- CØDE:BREAKER 法外制裁者
- 絕園的暴風雨

2013年
- RDG 瀕危物種少女
- 召喚惡魔 第二季

2014年
- 地球隊長
- Soul Eater Not!
- 元氣囝仔

### 劇場版動畫
2000年
- 人狼 JIN-ROH

2018年
- 於離別早晨飾上約定之花

### 網路動畫
2005年
- 麟光之翼

### 廣播劇
- 押井守シアター ケルベロス鋼鉄の猟犬